# Donald Lim Siang Chai
Donald Lim Siang Chai, est un homme politique malaisien du XXe siècle et XXIe siècle.

## Biographie

### Carrière politique
Il est membre du Parlement de Petaling Jaya South de 1995 à 2008, secrétaire parlementaire du ministère des transports (1999-2003), ministre adjoint de l'information (2003-2006), ministre adjoint du tourisme (2006-2008) et vice-ministre des finances de 2010 à 2013.

### Autres activités
Advance Information Marketing Bhd (AIM) annonce que son président non exécutif Datuk Donald Lim Siang Chai est redésigné en tant que président exécutif et directeur général à partir du 31 juillet 2015.